# 88e division d'infanterie (Allemagne)
Pour les articles homonymes, voir 88e division d'infanterie.
La  88e division d'infanterie  (en allemand : 88. Infanterie-Division ou 88. ID) est une des divisions d'infanterie de l'armée allemande (Wehrmacht) durant la Seconde Guerre mondiale.

## Création
La 88. Infanterie-Division est formée en décembre 1939 en tant qu'élément de la 6. Welle (6e vague de mobilisation).
Elle est réorganisée avec les éléments de la Korps-Abteilung B en mars 1944 et est dissoute le 27 janvier 1945.

## Organisation

### Commandants
| Date                             | Grade                  | Commandant           |
| -------------------------------- | ---------------------- | -------------------- |
| 1er décembre 1939-2 février 1940 | Generalmajor           | Georg Lang           |
| 2 février 1940-10 mars 1943      | General der Infanterie | Friedrich Gollwitzer |
| 10 mars 1943-5 novembre 1943     | Generalleutnant        | Heinrich Roth        |
| 5 novembre 1943-8 janvier 1945   | Generalleutnant        | Georg von Rittberg   |
| 8 janvier 1945-27 janvier 1945   | Generalmajor           | Carl Anders          |

## Théâtres d'opérations
- Allemagne : décembre 1939 - Mai 1940
- France : mai 1940 - Avril 1942
- Front de l'Est, Secteur Sud : avril 1942 - Février 1944
  - 5 juillet au 23 août 1943 : Bataille de Koursk
  - (Réorganisé) : février 1944 - Juin 1944
- Pologne : juin 1944 - Janvier 1945

## Ordre de bataille
1939
- Infanterie-Regiment 245
- Infanterie-Regiment 246
- Infanterie-Regiment 248
- Artillerie-Regiment 188
- Pionier-Bataillon 188
- Panzerabwehr-Abteilung 188
- Infanterie-Divisions-Nachrichten-Abteilung 188
- Infanterie-Divisions-Nachschubführer 188

Fin 1943
- Grenadier-Regiment 245
- Grenadier-Regiment 248
- Divisions-Gruppe 323
- Divisions-Füsilier-Bataillon 88
- Feldersatz-Bataillon 188
- Artillerie-Regiment 188
- Pionier-Bataillon 188
- Panzerjäger-Abteilung 188
- Infanterie-Divisions-Nachrichten-Abteilung 188
- Infanterie-Divisions-Nachschubführer 188

Mai 1944
- Grenadier-Regiment 110
- Grenadier-Regiment 245
- Grenadier-Regiment 248
- Artillerie-Regiment 188
- Pionier-Bataillon 188
- Divisions-Füsilier-Bataillon 88
- Feldersatz-Bataillon 188
- Panzerjäger-Abteilung 188
- Infanterie-Divisions-Nachrichten-Abteilung 188
- Infanterie-Divisions-Nachschubführer 188